# チェスター (CL-1)
|          |                                                    |
| 艦歴     |                                                    |
| 発注:    |                                                    |
| 起工:    |                                                    |
| 進水:    | 1907年6月26日                                      |
| 就役:    | 1908年4月25日                                      |
| 退役:    | 1921年6月10日                                      |
| その後:  | スクラップとして廃棄                               |
| 除籍:    |                                                    |
| 性能諸元 |                                                    |
| 排水量:  | 3,750 トン                                         |
| 全長:    | 423.1 ft                                           |
| 全幅:    | 47.1 ft                                            |
| 吃水:    | 16.8 ft                                            |
| 機関:    |                                                    |
| 最大速:  | 24ノット                                           |
| 兵員:    | 士官、兵員359名                                    |
| 兵装:    | 5インチ砲2門、3インチ砲6門、 21インチ魚雷発射管2門 |

チェスター (USS Chester, CL-1) は、アメリカ海軍の軽巡洋艦。チェスター級の1番艦。艦名はペンシルベニア州チェスターに因む。

## 艦歴
チェスターはメイン州バスのバス鉄工所で起工し、1907年6月26日にD・W・スプロールによって進水、1908年4月25日にH・B・ウィルソン艦長の指揮下就役した。
第一次世界大戦に先立ってチェスターは東海岸、カリブ海で訓練を行い、1909年2月、1912年10月、1915年5月には観閲式に参加した。また、多くの外交活動に参加した。1909年には下院委員会の北アフリカ訪問に使用され、翌年にはアルゼンチンのブエノスアイレス創立300周年記念式典参加のため南アメリカへの巡航を行った。南米の政情不安によりカリブ海におけるアメリカ合衆国の権益が脅かされると、チェスターはメキシコ、サントドミンゴ、ハイチ水域を偵察し、1911年には海兵隊の占領部隊を輸送した。同年末にはトリエステでステーション船の任務に就く哨戒ヨットのスコーピオン (USS Scorpion, PY-3) に兵員と物資を輸送し、その後駐トリポリ領事を乗せボストンに帰還した。
1911年12月15日から1913年11月5日まで予備役として保管された後、チェスターは現役任務に復帰し、メキシコ革命に際してアメリカ国民と財産を保護するためメキシコ湾に向かう。4月21日にはベラクルスで税関の占領に参加し、その後難民をキューバへ輸送、さまざまな外交的任務を行い、1914年6月19日まで手紙、物資、部隊をベラクルス沖合に運んだ。任務が完了するとボストンにオーバーホールのため帰還し、1914年12月12日から1915年4月4日まで予備役として保管された。
1915年後半から1916年前半にかけてチェスターは地中海で中東援助任務の支援に当たり、その後リベリアの沖合で、暴動によって脅かされたアメリカ合衆国の権益保護任務に当たる。任務完了後チェスターはボストンに帰還し、1916年5月10日から1917年3月24日まで再び予備役として保管された。
チェスターは再就役すると東海岸での偵察任務に当たり、1917年8月23日にジブラルタルへ向かう。チェスターはジブラルタルとプリマス間の船団を護衛した。1918年9月5日にチェスターは右舷前方にUボートを発見した。Uボートへの体当たりを試みたチェスターはその上を通過し、防雷具を破損した。潜水艦がいたと思われる地点へ爆雷が投下されたが、それ以上の接触は行われなかった。
第一次世界大戦が終了すると、チェスターはいくつかのドイツの港を訪問し、続いてロシア北部で活動する陸軍部隊を輸送した。1919年4月26日にフランスのブレストを出航し、チェスターは陸軍帰還兵を乗せ5月7日にニューヨークに到着した。11日後にオーバーホールのためボストン海軍工廠入りし、1921年6月10日に退役する。1927年にフィラデルフィア海軍工廠へ牽引され、1928年7月10日に艦名はヨーク(USS York)と変更された。ヨークは1930年5月13日にスクラップとして売却された。